# NGC 669
NGC 669 ist eine Spiralgalaxie vom Hubble-Typ Sab im Sternbild Dreieck, welche etwa 215 Millionen Lichtjahre von der Milchstraße entfernt ist.
Das Objekt wurde am 28. November 1883 von dem französischen Astronomen Édouard Jean-Marie Stephan entdeckt.